# Де Брёйн, Николас
Николас Говерт де Брёйн (нидерл. Nicolaas Govert de Bruijn, 9 июля 1918 — 17 февраля 2012) — нидерландский математик, известный исследованиями в области теории графов, автоматического доказательства, автор учебника по асимптотическим методам анализа. Его именем названы конструкции, связанные с последовательностью де Брёйна: цикл де Брёйна, граф де Брёйна, а также несколько известных утверждений в теории графов, комбинаторике, вычислительной геометрии и теории чисел.

## Биография
Родился в 1918 году в Гааге в многодетной семье маляра. В 1936—1941 годы учился в Лейденском университете, с 1939 года (до 1944 года) параллельно работал ассистентом на математическом факультете Делфтского технического университета. В 1943 году получил докторскую степень по математике в Амстердамском свободном университете, защитив под руководством Юрьена Коксмы (нидерл. Jurjen Koksma) диссертацию по алгебраической теории чисел.
С 1944 по 1946 год работал в исследовательской лаборатории корпорации Philips, в 1946 году приглашён на должность профессора математического факультета Делфтского технического университета. К этому периоду относятся работы по комбинаторике и геометрии инцидентности, наиболее значительным результатом стала теорема де Брёйна — Эрдёша, опубликованная совместно с Палом Эрдёшем в 1948 году, дающая нижнюю оценку количества прямых, которые можно провести через заданный набор точек проективной плоскости (в некотором смысле, проективный аналог теоремы Сильвестра). Двойственное утверждение известно под наименованием теорема Эрдёша — де Брёйна. Ещё одним совместным результатом с Палом Эрдёшем стало доказательство в 1951 году утверждения о том, что всякий бесконечный {\displaystyle k}-хроматический граф содержит конечный подграф, который также является {\displaystyle k}-хроматическим, получившее известность также как теорема де Брёйна — Эрдёша.
В 1952 году приглашён на должность профессора Амстердамского университета, где проработал до 1960 года. Наиболее примечательный труд этого времени — изданный в 1958 году в виде книги курс лекций по асимптотическим методам анализа, дважды переизданный и переведённый на русский язык.
С 1960 года — профессор математики Технического университета Эйндховена, занимал эту должность вплоть до 1984 года, после чего получил статус эмерита. В Эйндховене работал над аналитической теорией чисел, задачами оптимального управления, математическим описанием квазикристаллов (в частности, мозаикой Пенроуза), получил ряд результатов в комбинаторной геометрии (один из которых известен как теорема де Брёйна). Труды конца 1960-х — начала 1970 годов были сосредоточены в области автоматического доказательства — был разработан формальный язык Automath, первый формализм, реализующий парадигму изоморзфизма Карри — Ховарда, утверждающую о взаимно-однозначном соответствии между формальным доказательством и компьютерной программой. Типизированное λ-исчисление, разработанное несколькими годами позднее, стало фактически повторным открытием Automath.
Последние годы жизни занимался задачей моделирования головного мозга человека.

## Научные сообщества и награды
В 1957 году избран членом Нидерландской королевской академии наук. В 1970 году был приглашённым докладчиком на международном конгрессе математиков в Ницце.
В 1981 году награждён орденом Нидерландского льва (рыцарь ордена), в 1985 году удостоен медали Снеллиуса.